# Landet Sogn (Tåsinge)
 For alternative betydninger, se Landet Sogn. (Se også artikler, som begynder med Landet Sogn)
Landet Sogn er et sogn i Svendborg Provsti (Fyens Stift).
I 1800-tallet var Landet Sogn et selvstændigt pastorat. Det hørte til Sunds Herred i Svendborg Amt. Landet sognekommune gik inden kommunalreformen i 1970 ind i Tåsinge Kommune, som ved selve reformen blev indlemmet i Svendborg Kommune.
I Landet Sogn ligger Sankt Jørgens Kirke.
I sognet findes følgende autoriserede stednavne:
- Bækkehave (bebyggelse)
- Bøgebjerg (bebyggelse)
- Holstensgårde (bebyggelse)
- Landet (bebyggelse)
- Lundby (bebyggelse, ejerlav)
- Lung (bebyggelse)
- Lunkebugten (bebyggelse, vandareal)
- Lunkeris (areal, bebyggelse)
- Melby (bebyggelse, ejerlav)
- Nørre Vornæs (bebyggelse)
- Nørreskov (bebyggelse)
- Strammelse (bebyggelse, ejerlav)
- Sønder Vornæs (bebyggelse)
- Vornæs Skovhuse (bebyggelse)